# Історія нафтогазовидобування в Східній Україні
Історія нафтогазовидобування в Східній Україні

## Характеристика регіону
Східно-Українська нафтогазоносна провінція представлена Дніпровсько-Донецькою западиною, яка є найбільшою нафтогазоносною областю України. Вона заповнена багатокілометровими переважно осадовими відкладеннями девонського (потужність понад 4000 м), карбонового (3700 м), пермського (1900 м), тріасового (450 м), юрського (650 м), крейдового (650 м), палеогенового (250 м) і неогенового (30 м) періодів історії розвитку Землі. Родовища нафти і газу тут приурочені до палеозойських (девонських, карбонових і пермських) і мезозойських (тріасових) порід, що утворилися 410—245 млн років тому.

## Розвиток нафтогазовидобування в регіоні
Для розвитку нафтовидобутку в Україні у післявоєнний період виняткове значення мало відкриття нового Східного нафтогазового регіону, який став основним за запасами і видобутком нафти та газу (що особливо актуально в умовах поступового вичерпання нафтогазових родовищ Галичини). Східний нафтогазоносний регіон охоплює лівобережжя Дніпра і включає Чернігівську, Сумську, Полтавську, Дніпропетровську, Харківську, Луганську та частково Донецьку області. У цьому регіоні міститься близько 85 % запасів природного газу та близько 61 % видобувних запасів нафти України. Початкові видобувні запаси регіону становили близько 3,41 млрд т умовного палива.
У Східно-Українській нафтогазовій провінції нафту вперше одержано у 1936 р. на Роменській солянокупольній структурі в Сумській області. Під час буріння опорної свердловини на глибинах 200—400 м там було виявлено просякнуту нафтою брекчію, яка перекривала соляний шток. При випробуванні свердловини з цих відкладів одержали приплив нафти дебітом близько 2 т на добу. Видобування нафти на Роменській структурі розпочалося в 1940 р. і становило 10 тис. т. У зв'язку з низькими дебітами свердловин та нерентабельністю їх експлуатації в 1948 р. видобування нафти на цій структурі було припинено.
У промислових масштабах нафтовидобування на території Східного нафтогазоносного регіону відновилося у 1951 р. після введення в експлуатацію свердловини № 5 на розвіданому Радченківському нафтогазовому родовищі в Полтавській області. Для проведення всього комплексу робіт у с. Гоголеве була створена дільниця з видобування нафти тресту «Бориславнафта» об'єднання «Укрнафта» (що свідчить про вагомий внесок нафтовиків західного регіону в освоєння східного).
У 1949 р. на Шебелинській дільниці (поблизу м. Балаклія на Харківщині) була закладена свердловина № 1. Місце її розташування визначили геологи С. Черпак і Л. Палець, за матеріалами досліджень Б. Воробйова та В. Литвинова. Буріння було складним, геологічні умови значно відрізнялися від умов Прикарпаття, на які була орієнтована бурова техніка (зокрема буровий розчин). Свердловина просувалась повільно, з численними ремонтами й простоями. Але результати буріння випередили всі очікування. 3 травня 1950 р. на глибині 1654 м стався потужний викид глинистого розчину й газу, від утвореного газового фонтану годинами трусилася земля, обладнання бурової розлетілося на сотні метрів.
Із відкриттям Шебелинського газоконденсатного родовища, первісні запаси якого були оцінені в 650 млрд кубометрів, Україна стала одноосібним лідером газовидобування в колишньому СРСР, а розвідане родовище понад 20 років залишалося найбільшим у Європі за запасами й рівнем видобутку. Уже в перший рік експлуатації (1956 р.) з нього видобуто 333 млн кубометрів газу, за п'ять років 1956—1960 рр. — майже 23 млрд кубометрів. Навіть у середині 1960-х рр. одне Шебелинське родовище давало понад 30 % усього видобутку газу в СРСР (найбільший рівень видобутку був досягнутий у 1971 р. — 31,3 млрд кубометрів). Природно, що такі інтенсивні темпи експлуатації родовища призвели до поступового вичерпання його запасів (на сьогодні сумарні запаси оцінюються приблизно в 100 млрд кубометрів).
Незабаром до Харківщини були прокладені магістральні трубопроводи з Києва, Херсона, Кишинева, два газопроводи з Москви. Україна забезпечувала газом значну територію СРСР, переважно Росію. Обсяги експорту зростають настільки, що виникають проблеми з газозабезпеченням промислових центрів самої України.
Завдяки успіхам української геологорозвідки в східному регіоні були значно розширені пошуково-розвідувальні роботи на нафту і газ. В результаті цього в другій половині 1950-х та на початку 1960-х рр. на території від Чернігівської до Луганської областей було відкрито 34 родовища, серед них такий гігант, як уже згадуване Шебелинське, та великі нафтогазоконденсатні родовища — Качанівське, Глинсько-Розбишівське, Прилуцьке, Гнідинцівське, Леляківське та ін. Упродовж 1969—1964 рр. вони були введені в промислову розробку, що сприяло інтенсивному зростанню обсягів видобутку нафти в Україні з 250 тис. т у 1950 р. до 7,3 млн т у 1965 р. .
Уже у 1962 р. Дніпровсько-Донецька нафтогазоносна область дала більшу частину видобутої в Україні нафти, а в 1964 р. — і газу. З цього часу Східний регіон залишається провідним в Україні за запасами і видобутком вуглеводнів. Наприкінці 1960-х рр. річні обсяги видобутку нафти із цих родовищ досягли свого максимуму (Качанівське — 1,7 млн т у 1969 р., Глинсько-Розбишівське — 1 млн т у 1969 р., Гнідинцівське — 3,7 млн т у 1971 р., Прилуцьке — 0,48 млн т у 1973 р, Леляківське — 4,3 млн т у 1974 р.) і в подальшому у зв'язку зі значним виснаженням видобувних запасів почали інтенсивно знижуватися. Це вплинуло на динаміку річних обсягів видобутку нафти в Україні в цілому.
Хрестищенське родовище друге за запасами в Україні після Шебелинського, відкрите в 1968 р. і введене в дослідно-промислову експлуатацію в 1970 р. Максимальний річний обсяг видобутку нафти в Україні — 13,3 млн т (із газовим конденсатом — 14,5 млн т) — був досягнутий у 1972 р. Надалі він повільно знижувався, незважаючи на відкриття нових (середніх за запасами) нафтових і нафтогазових родовищ на території Східного нафтогазового регіону: Богданівське, Малодівицьке, Монастирищенське, Талалаївське, Скороходівське, Чижівське, Новогригорівське, Рибальське, Бугруватівське, Анастасівське, Перекопівське, Південно-Афанасівське, Коржівське та ін.
Обсяги глибокого буріння постійно зростали. Максимального значення вони досягли у 1967 р. — 359 тис. погонних метрів). В цей час пошуково-розвідувальні роботи переходять на глибини 3000 — 5000 м. Стрімко збільшувалися обсяги сейсморозвідувальних робіт з використанням методу спільної глибинної точки (МСГТ). Вивчення та промислове оцінювання похованих структур і насамперед міжкупольних складок Машівсько-Шебелинського газоносного району привели до численних відкриттів, у тому числі великих Єфремівського, Західно-Хрестищенського, Яблунівського, Котелевського та Березівського родовищ.
З 1970 р. було успішно розпочато промислове оцінювання малоамплітудних піднять на малих і середніх глибинах. У результаті чого було відкрито рентабельні для видобутку вуглеводнів Суходолівське, Юр'ївське, Виноградівське та ін. родовища.
Відкрите в 1966 р. Мелихівське газове родовище (Харківщина) здивувало фонтаном із загоранням газу, який виник з геологічних причин на свердловині № 80 Мелихівка в 1976 р. і був, мабуть, найпотужнішим в Україні. Дебіт газу під час фонтанування склав 44 млн кубометрів на добу. Фонтан був ліквідований за 2 тижні, в його ліквідації брали участь усі бурові підрозділи «Укргазпрому».
Досвід пошуків покладів вуглеводнів у пастках неантиклінального типу набувався переважно шляхом побіжного вивчення цих об'єктів. Із середини 1980-х рр. почалася їх цілеспрямована підготовка та введення шляхом глибокого буріння. Відкриття Волошківського й інших родовищ підтвердило ефективність цього напряму робіт. З кінця 1990-х рр. розпочато освоєння нової перспективної території — північного борту Дніпровсько-Донецької западини. Тут нафтогазоносними виявилися не лише відклади палеозою, але й утворення кристалічного фундаменту Східноєвропейської платформи, з яких отримані промислові припливи вуглеводнів на Хухрянській та Юліївській площах. Розробка, вдосконалення і впровадження в практику нових технологій сейсморозвідки, вибір оптимальних напрямів пошуково-розвідувальних робіт на різних етапах вивчення й оцінки нафтогазоносності Східного регіону увінчалися відкриттям за порівняно короткий проміжок часу 205 родовищ нафти і газу станом на 1994 р.
На Дніпровсько-Донецькій западині нафтогазовидобувні управління функціонують у Сумській (Охтирське і Качанівське родовища), Чернігівській (Гнідинцівське, Прилуцьке родовища та ін.) і Полтавській (Сагайдацьке, Зачепилівське, Радченківське родовища та ін.) областях.
У 1977 р. за ініціативою заступника директора «Укргазпрому» Івана Діяка було створене "Підприємство з буріння свердловин на газ і нафту «Укрбургаз» (на базі Красноградського управління бурових робіт). Створення такого підприємства було обумовлено необхідністю об'єднання зусиль багатьох колективів, які займалися бурінням газових та нафтових свердловин на родовищах України для зміни тенденції зниження обсягів видобутку вуглеводнів в Україні. Були створені засади й накопичений великий досвід глибокого та надглибокого буріння свердловин, швидкого розбурювання відкритих родовищ, виконані великі обсяги бурильних робіт на родовищах Західного Сибіру (зокрема — в Уренгої та Новому Уренгої).